# فهد مصطفى
فهد مصطفى هو عارض ومنتج تلفزيوني وممثل باكستاني، ولد في 26 يونيو 1983 في باكستان.

## وصلات خارجية
- فهد مصطفى على موقع IMDb (الإنجليزية)
- فهد مصطفى على موقع قاعدة بيانات الفيلم (الإنجليزية)
- فهد مصطفى على موقع كينوبويسك (الروسية)